# Prinz Eisenherz

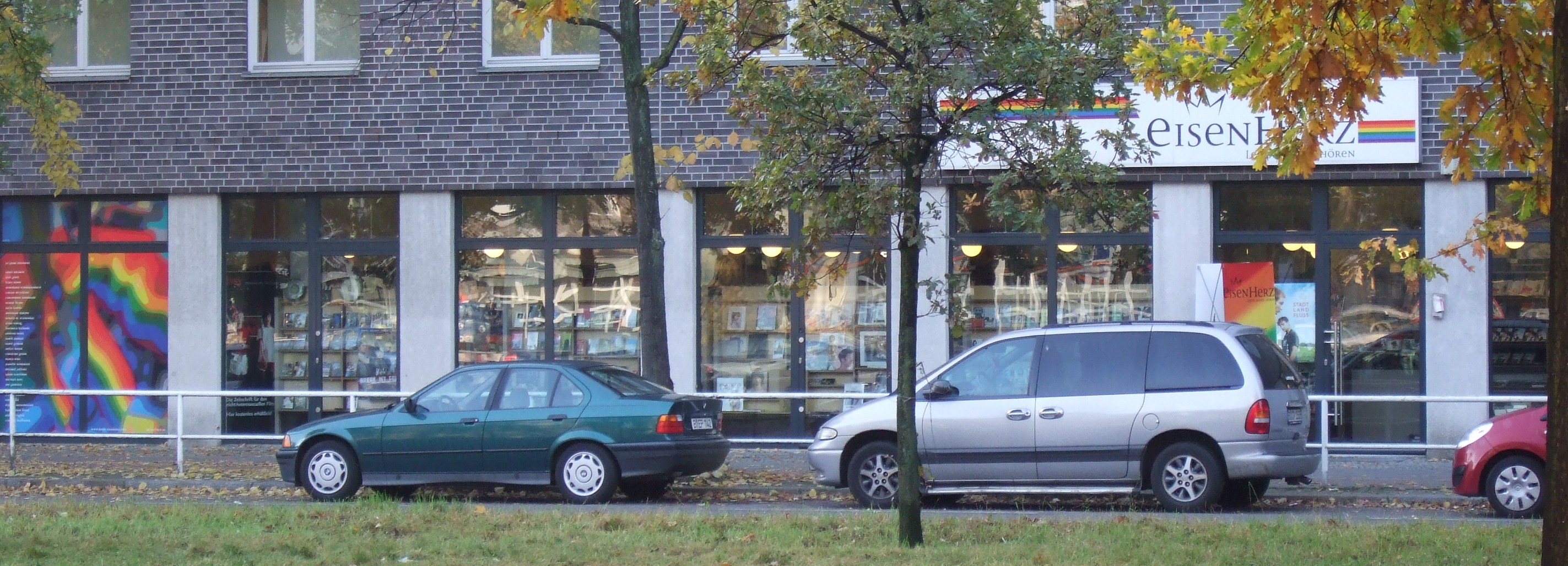
Antigua fachada de la librería en la calle Lietzenburgerstrasse, 2011.

Prinz Eisenherz es una librería especializada en temas LGBT de Berlín, Alemania, la primera que abrió sus puertas en Europa en 1978.
La librería abrió en 1978 en la Bülowstrasse, en el barrio de Schöneberg, una tienda en una calle muy transitada con un gran escaparate, con un pequeño café y una gramola. Sus fundadores fueron Peter Henderström, Michael Keim, Lothar Lang y Christian von Maltzahn, todos ellos comprometidos con el movimiento LGBT de Alemania. Inicialmente se pensó en darle el nombre de Magnus Hirschfeld o Klaus Mann, pero finalmente se decidieron por el nombre del Príncipe Valiente, en alemán, Prinz Eisenherz. El conseguir libros para vender resultó muy difícil, comenzándose con unos mil títulos, en los que muy a menudo la presencia de homosexuales o el tema en sí mismo no eran tratados más que de forma muy tangencial.
Desde sus inicios se convirtió en un importante punto de encuentro de los intelectuales del movimiento LGBT de Berlín. En la librería comenzaron proyectos como la revista Siegessäule, Mann-O-Meter u otras librerías similares. Se realizaban muchas actividades, como presentaciones de libros de autores gays, como Ronald M. Schernikau, Christoph Geiser o Felix Reyhausen, o presentaciones sobre la homosexualidad en la Literatura. También se presentaban películas con contenido LGBT durante Berlinale, lo que de hecho fue el origen del premio Teddy. Se realizaron varias exposiciones de cantantes de schlager, a la vez que iconos gays, como Manuela o Connie Francis. Otra de las actividades que tuvo mucho éxito fue el Schwule Oktober («octubre gay») en 1980, en el que se organizaron conciertos, películas, discusiones, grupos de trabajo, lecturas y otras actividades, todo alrededor de temas LGBT.
A mediados de la década de 1980, la librería se trasladó a la Bleibtreustrasse, a un nuevo local más grande. Hasta mediados de la década de 1990, el negocio prosperó y la librería pasó a formar parte imprescindible de la subcultura gay de Berlín. Las editoriales generalistas habían descubierto al público gay y comenzaba a haber una gran variedad de libros de temas LGBT. La librería fue muy activa informando y recogiendo información sobre el sida en los primeros años de la pandemia, vendiendo la mejor y más completa literatura que había sobre el tema. La revista Der Spiegel consiguió su información sobre el tema en la librería, pero decidió presentarla de forma amarillista, hablando de que los homosexuales tienen relaciones sexuales con 1000 personas distintas al año y que, drogados, sus prácticas son violentas, en las que la sangre es frecuente. El periodista responsable es la única persona en la historia de la librería a la que le ha sido prohibida la entrada.
De 1993 a 2004, junto con las librerías Männerschwarm (Hamburgo), Erlkönig (Stuttgart) y Max & Milian (Múnich), entregó el premio literario para obras gays Literaturpreis der Schwulen Buchläden («Premio literario de las librerías gays»). En 2009, la librería se encontraba en la Lietzenburgerstrasse 9a. A 2013, la librería se encuentra en la Motzstrasse.